# Windsor Bridge
Die Windsor Bridge überbrückt die Themse zwischen den Orten Windsor und Eton in der Royal Borough of Windsor and Maidenhead in Berkshire, England.
Die ehemalige Straßenbrücke verbindet die Thames Street in Windsor mit der High Street in Eton und damit die historischen Kerne der beiden Orte unterhalb des Windsor Castle. Seit 1970 ist die Brücke für Kraftfahrzeuge gesperrt. Der Themsepfad überquert hier den Fluss. 650 m flussabwärts befindet sich die Romney-Schleuse.
Die leicht gewölbte gusseiserne Bogenbrücke ist etwa 48,7 m (160 ft) lang und 7,9 m (26 ft) breit und hat drei Öffnungen mit Stützweiten von 13,1 + 16,8 + 13,1 m (43 + 55 + 43 ft). Die Bögen bestehen aus sieben gusseisernen Rippen, die jeweils aus 3 Gussstücken zusammengesetzt sind, und durch Quer- und Diagonal-Stäbe verstärkt und versteift sind. Der Fahrbahnträger wird durch gusseiserne Formstücke aufgeständert. Ihre beiden Pfeiler bestehen aus behauenen Granitblöcken. Sie hat noch das originale gusseiserne Geländer, allerdings wurde ein ähnlich aussehendes zweites Geländer zum Schutz davor geschraubt. Ihre moderne Gehwegpflasterung lässt noch die ursprüngliche ca. 5 m breite Fahrbahn und die beiden Gehwege erkennen.

## Geschichte

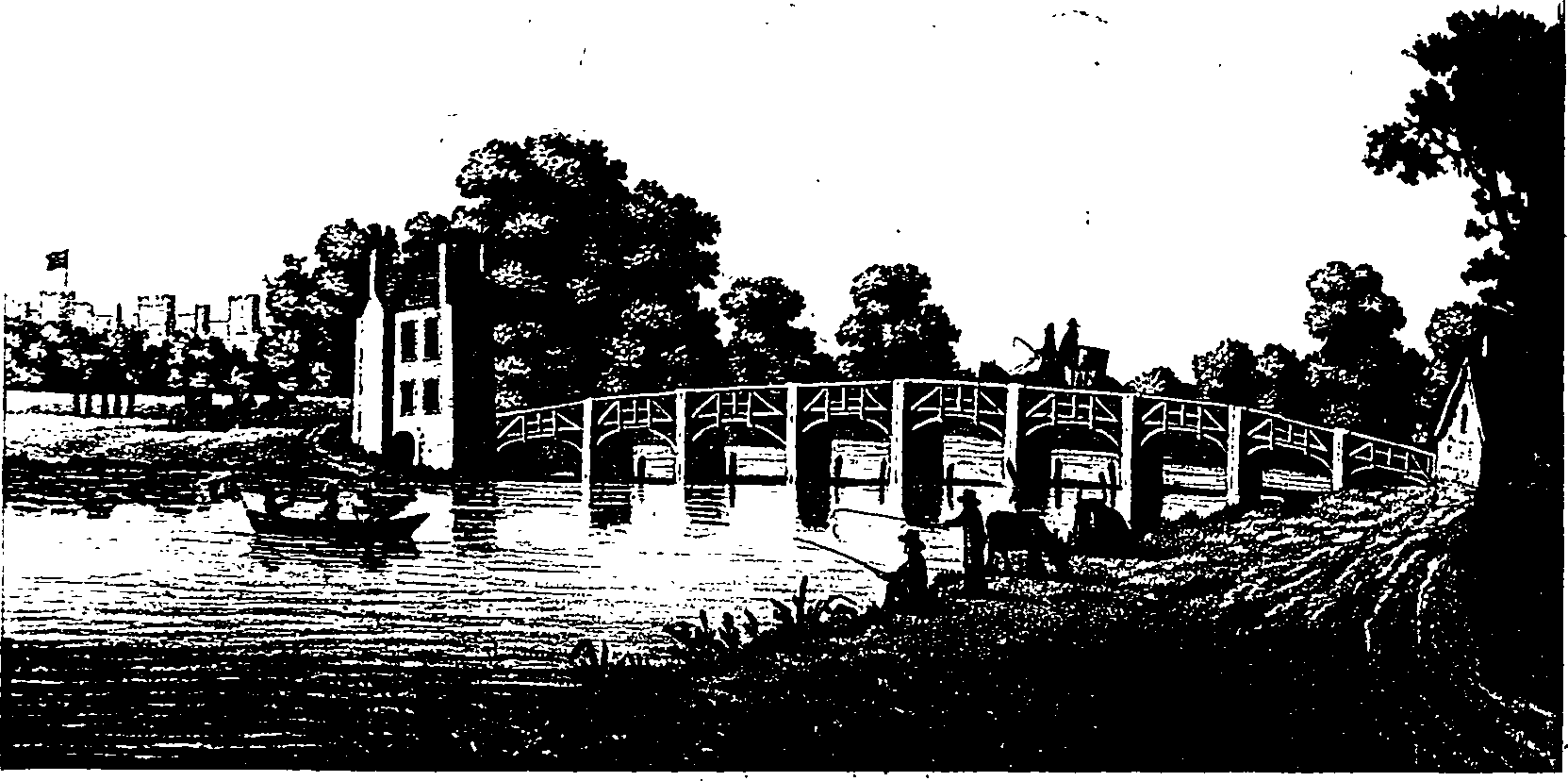
Windsor Bridge 1799

Archäologische Ausgrabungen ergaben 1990 Hinweise auf eine Brücke, die um 1400–1300 v. Chr. an der Stelle die Themse querte. Aus römischer Zeit ist keine Brücke überliefert.
Nachdem Wilhelm der Eroberer seine Burg auf Clewer Hill, dem Ort des späteren Windsor Castle, gebaut hatte, wurde in den 1100er Jahren eine erste Holzbrücke errichtet. 1242 wurde eine neue Brücke aus Eichen aus dem nahen Windsor-Forst gebaut, die mit mehrfachen Reparaturen bis zum Anfang der 1820er Jahre Bestand hatte.
Die gegenwärtige Brücke wurde von Charles Hollis entworfen und 1824 eröffnet.
Sie steht seit 1969 unter Denkmalschutz (Grade II).
1970 wurde die Belastung aus dem enorm gestiegenen Verkehr zu groß, so dass sie für Kraftfahrzeuge geschlossen wurde. Von 2000 bis 2002 wurde sie grundlegend saniert und am 3. Juni 2002 von Königin Elisabeth II. wieder eröffnet.